# Àlex Pastor Vallejo
Àlex Pastor Vallejo (Barcelona, 13 de març de 1981) és un guionista i director de cinema català.

## Biografia
El 2003 es va graduar en guió de cinema a l'ESCAC - Escola Superior de Cinema i Audiovisuals de Catalunya i l'any següent debuta amb el curtmetratge La ruta natural, que va guanyar el premi al millor curtmetratge als IV Premis Barcelona de Cinema, el premi al millor curtmetratge del Festival de Sundance i fou nominada al Goya al millor curtmetratge de ficció.
El 2009 va dirigir conjuntament amb el seu germà David el seu primer llargmetratge Carriers, rodat als Estats Units en anglès i amb actors estatunidencs. El 2013 ambdós germans van dirigir el seu segon llargmetratge, Els últims dies, de caràcter apocalíptic i rodat a Barcelona En van mostrar unteaser al Festival de Sitges i va tenir 11 nominacions als Premis Gaudí de 2013 dels quals va guanyar el premi a millor pel·lícula en llengua no catalana. El 2020 va dirigir Hogar, amb la que ha estat nominat a la Bisnaga d'or a la millor pel·lícula espanyola al Festival de Màlaga i que han estrenat al portal Netflix.

## Filmografia
- La ruta natural (2004)
- Peacemaker (2006)
- Infectats (2009)
- Els últims dies (2014)
- Incorporated (2016)
- Hogar (2020)